# جورج لاتيمر (سياسي أمريكي)
جورج لاتيمر (بالإنجليزية: George S. Latimer)‏ هو سياسي أمريكي، ولد في 22 نوفمبر 1953 في الولايات المتحدة. حزبياً، نشط في الحزب الديمقراطي. وقد انتخب Westchester County Executive ‏ وانتخب عضو مجلس ولاية نيويورك.